# Holly Weed
Holly Weed est une série télévisée française en douze épisodes diffusée entre le 21 décembre 2017 et le 16 août 2018 sur OCS Max.

## Synopsis
À Trouedech, sur une île Bretonne, des habitants découvrent sur la plage des paquets de marijuana. Pour la survie du village, ils décident de la commercialiser…

## Fiche technique
- Titre : Holly Weed
- Création : Daive Cohen, Lionel Dutemple, Benjamin Morgaine, Arthur Benzaquen
- Réalisation : Laurent De Vismes
- Production : Princesse Béli
  - Production exécutive :
- Société de production : Frères Zak
- Montage : Brian Schmitt
- Pays d'origine :  France
- Langues originales : français

## Distribution
- Arthur Benzaquen : Henri, le maire du village[2]
- Philippe Vieux : Jeannot, l’épicier
- Bruno Lochet : Frantz, le policier municipal
- Judith Siboni : Julie, l'institutrice
- Laurent Bateau : Père Paul Jacques, le curé
- Marie Petiot : Nadia, la fille du maire[3]
- Pierre Lottin : Birdy, le revendeur de la drogue
- Manu Payet : Bentata
- Claudia Tagbo : Sylvia
- Olivier Broche : JF Alban
- Laure Calamy : Céline Alban
- Vanessa Guide : Anna
- Jérôme Le Banner : Hansen
- François Bureloup : le pêcheur

## Production

### Tournage
Le tournage a eu lieu en mars 2017 dans la ville de Wy-dit-Joli-Village en Île-de-France.

## Épisodes
1. L'Échouage
2. Birdy
3. Sexe Mensonge
4. Vive les mariés
5. Préparatifs
6. L'Accident
7. La Revenante
8. Tout va mieux
9. En fait c’est pire
10. Bout du tunnel
11. La Douane
12. La Lutte finale